# Театр Асмэры
Asmara Theatre (итал. Teatro di Asmara), также известный как Опера Асмэры, — театр в Асмэре, столице Эритреи. Он был построен в 1918 году по проекту итальянского инженера Одоардо Каваньяри, а в 1936 году подвергся реконструкции.

## Описание и история
Архитектурный облик театра сочетает в себе элементы неороманского и неоклассического стиля. В росписи потолка зрительного зала прослеживается влияние модерна. На нём художником Саверио Фрезой были изображены танцующие фигуры. Театр был одним из самых известных зданий в итальянской Асмэре, когда Эритрея находилась под итальянским управлением.
Здание было возведено на склоне холма, в восточном конце северной стороны нынешней Харриет-авеню (старая улица Италия, также именовавшаяся улицей Муссолини, а ныне являющаяся главной дорогой Асмэры) и на углу улицы Белеза. Это расположение позволило подвести к театру монументальную лестницу, с обеих сторон окружённую фонтаном в форме раковины и ренессансной лоджией с коринфскими колоннами. Остальная внешняя часть здания, особенно выходящая на улицу Белеза, со своими зубчатыми стенами и башнями походит на замок. С крыльца можно попасть в фойе, которое, в свою очередь, ведёт к огромному зрительному залу. Тот обладает паркетным полом, а также тремя дополнительными ярусами. Зал может вместить 750 зрителей. Сцена относительно небольшая, не обладающая дополнительным техническим оборудованием.
В 1938 году международная автомобильная гонка под названием «Asmara circuit» стартовала непосредственно перед зданием Оперы, на "Виале Рома" (ныне называемой "авеню Сематат").
Здание называлось театром Асмэра до того времени, пока в 1952 году не было куплено Эфиопией у итальянских владельцев по цене намного ниже рыночной. После обретения Эритреей независимости в 1991-1993 годах он перешёл в государственную собственность Эритреи. В его фойе ныне работает кафе, а в боковом здании располагается штаб-квартира национальной телефонной компании «Eritel».
На сцене театра Асмэра было поставлено множество комедий и опер, произведения таких авторов как драматург Пиранделло, композиторы Пуччини и Верди, с артистами из лучших театров Италии. Так, например, в 1951 году здесь была поставлена пьеса "Патент" Пиранделло и исполнялась музыка Шопена.
После Второй мировой войны и до 1970-х годов на сцене театра с художественными и музыкальными гастролями выступали даже иностранные труппы.

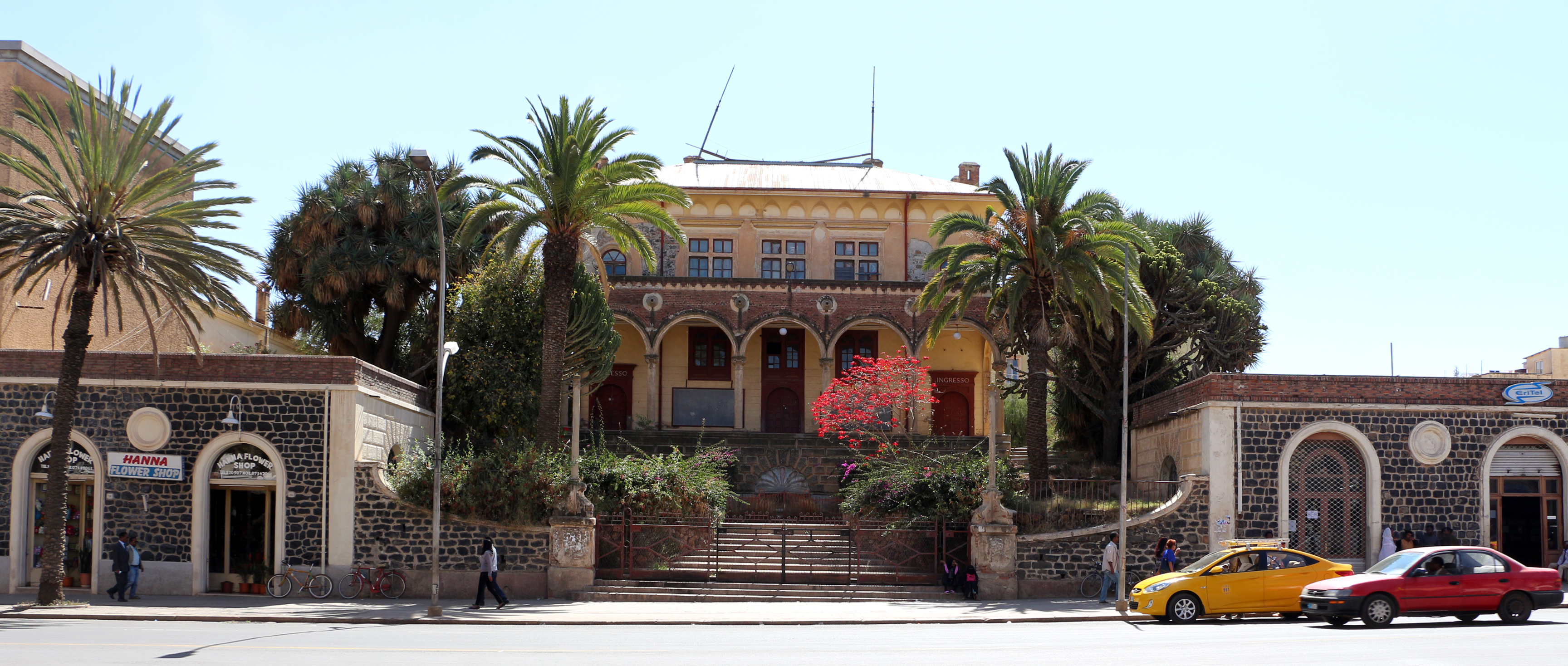
Театр Асмэры
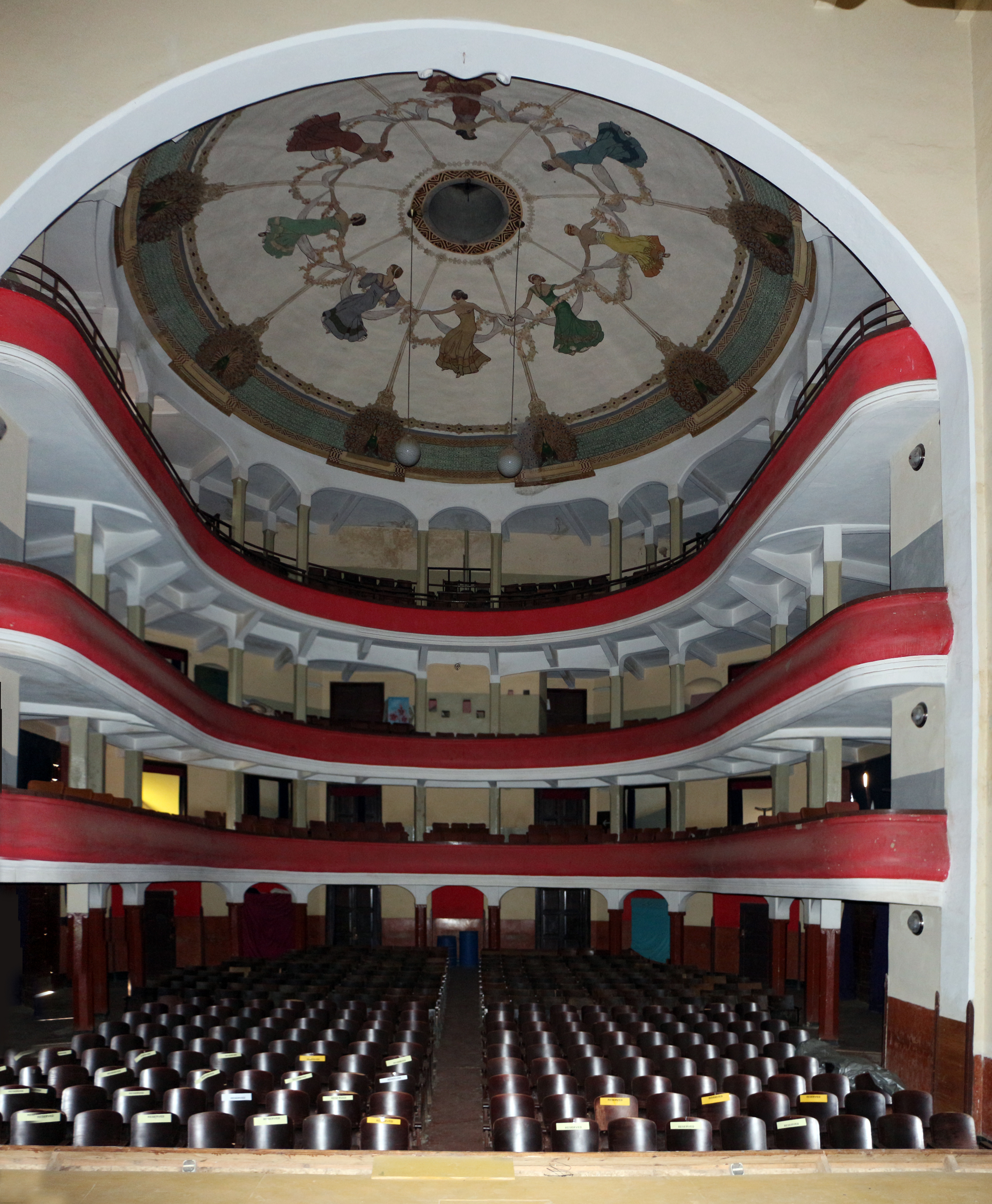
Интерьер театра Асмэры
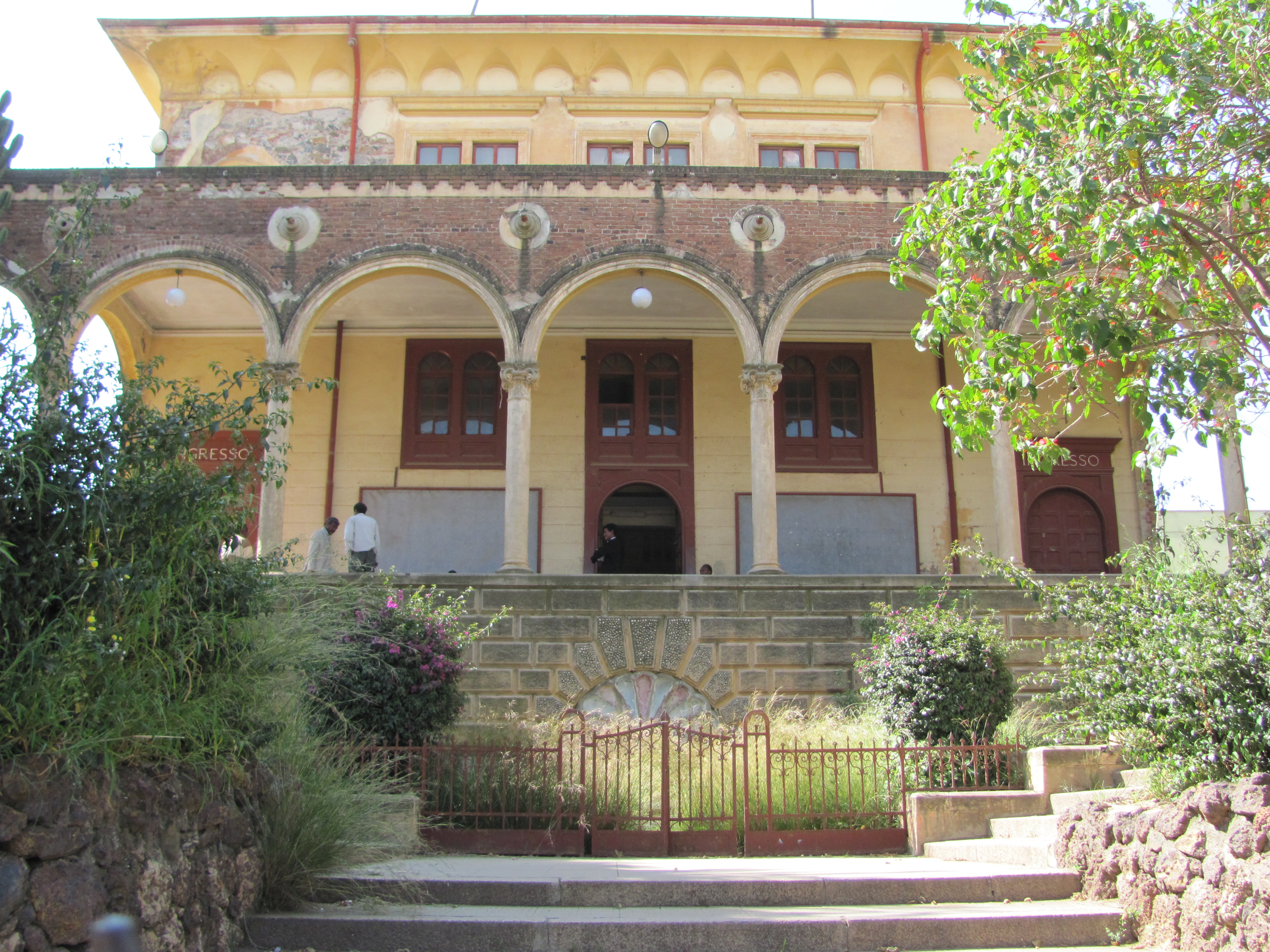
Монументальный вход в здание театра Асмэры
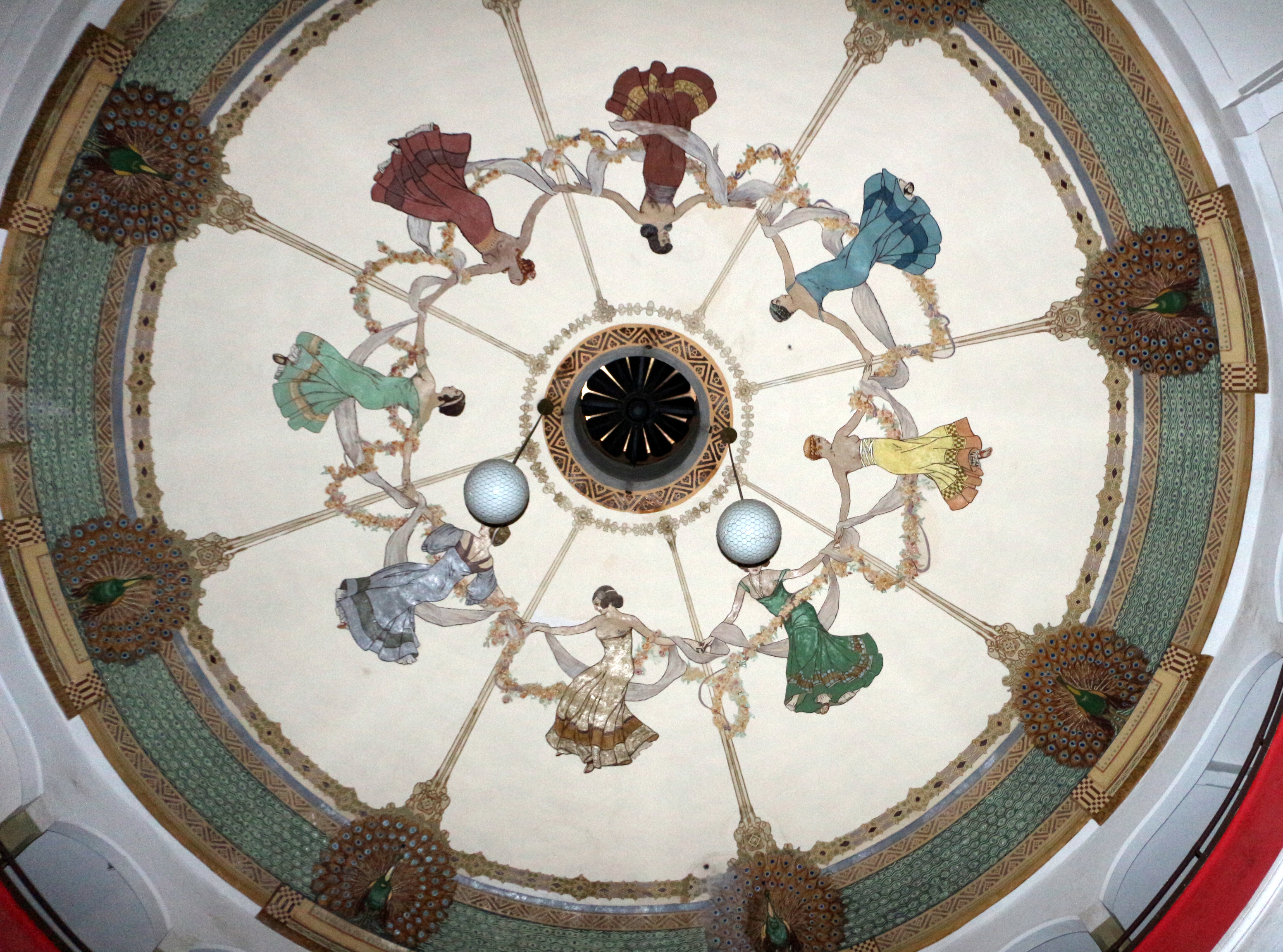
Потолок театра Асмэры